# France Križanič
France Križanič [francé krížanič], slovenski matematik, * 3. marec 1928, Maribor, † 17. januar 2002, Ljubljana. 

## Življenje in delo
Križanič je diplomiral leta 1951 in doktoriral leta 1955 na Prirodoslovno-matematični fakulteti v Ljubljani pod Vidavovim mentorstvom. V doktorski disertaciji Linearni funkcionali v Banachovem prostoru in osnovna lema variacijskega računa je obravnaval posplošitve osnovne leme variacijskega računa. Iz te snovi je objavil tri razprave. Že v 50. letih 20. stoletja je ustanovil neformalne seminarje, na katerih je predaval funkcionalno analizo kar iz dveh romunskih skript, saj drugih učbenikov ni bilo. Tega seminarja, pa tudi drugih iz topoloških grup, diferencialnih operatorjev, komutativnih Banachovih algeber, aproksimativnih metod funkcionalne analize, so se poleg matematikov udeleževali tudi nekateri fiziki, člani IJS, Fakultete za elektrotehniko, Fakultete za strojništvo in morda še drugi. Pobude za nastanek ugledne šole funkcionalne analize na oddelku Univerze je dal prav Križanič.
Leta 1959 je postal docent. Od leta 1959 do 1960 se je izpopolnjeval na Državni univerzi v Moskvi pri profesorju Gelfandu. Po vrnitvi iz Moskve je znotraj novoustanovljene študijske smeri Tehnična matematika predaval mnoge predmete, kot Diferencialne enačbe, Numerična matematika, Matematični praktikum in Aritmetični računalniki. 
Leta 1964 je postal izredni, leta 1975 redni profesor na Fakulteti za naravoslovje in tehnologijo v Ljubljani (FNT) in bil med letoma 1967 in 1969 njen dekan ter dve leti tudi predstojnik Oddelka za matematiko in mehaniko na FNT (zdaj FMF). Predaval je še na Biotehniški fakulteti, na Fakulteti za elektrotehniko in na IJS; tam je v letih 1957-65 uvedel podiplomska predavanja, ki so bila zametek podiplomskega študija matematike na Univezi v Ljubljani. Teža predavanj je bila za tedanje učitelje matematike velika, saj je univerza doživljala velik porast slušateljev. Bremena so se malo zmanjšala šele z nastopom novih docentov in predavateljev. V 70. letih se je na oddelku zelo razmahnil podiplomski študij, pri katerem je zavzeto sodeloval. Prispeval je mnogo predavanj in seminarjev: teorija grup, topološke grupe, Liejeve grupe, Liejeve algebre, dinamični sistemi, teorija funkcij več kompleksnih spremenljivk, reprezentacija grup, funkcionalna analiza. 
Posvetil se je pedagoškemu delu in se uveljavil kot avtor poljudnoznanstvenih publikacij: Kratkočasna matematika (1951); Križem po matematiki (1960); Elektronski aritmetični računalniki (1960); Ukročena matematika: zapoznelo opozorilo na računske zakone ali fižol namesto množic (1981-2.popravljena izdaja) ter Nihalo prostor in delci (1982); učbenikov za srednje šole: Aritmetika, algebra in analiza za gimnazije I-IV (1963 do 1970), ter visokošolskih učbenikov. Napisal je tudi: Vektorska in tenzorska analiza (1966); Vektorji, matrike, tenzorji (1972); Liejeve grupe (1976); Liejeve algebre (1977); Linearna algebra (1978); Linearna analiza na grupah (1982); Navadne in parcialne diferencialne enačbe (1985); Temelji realne matematične analize (1990, 637 str.); Linearna algebra in linearna analiza (1993); Vektorska in tenzorska analiza - abeceda globalne analize (DZS, Lj 1996, 672 str.); Parcialne diferencialne enačbe (izšlo posmrtno, 2004). 
Na fiziko je vedno gledal kot na nedeljivi del matematike. Podobnega mišljenja je na oddelku poleg njega le še malo članov. To se odraža tudi v njegovih predavanjih in pripravljenosti predavati na drugih oddelkih in fakultetah. V okvir prosvetljevanja matematikov sodi tudi približno 25 njegovih strokovnih člankov v Obzorniku za matematiko in fiziko (OMF), v katerih je prikazoval nova področja matematike, pisal o pouku matematike ali predstavljal sodelavce ob njihovih življenjskih jubilejih. Za OMF je napisal tudi približno 25 recenzij knjig in prevedel nekaj člankov. 
Zadnjih 10 let do upokojitve leta 1996 je predaval matematiko predvsem študentom fizike. Značilno za njegov mladostni duh je, da se je naučil jezika TeX za pisanje matematičnih besedil in opisnega jezika Postscript za izdelavo risb ter postal eden vodilnih strokovnjakov tega jezika v Sloveniji. Sam je napisal in uredil svojo monografijo Temelji realne matematične analize, kot tudi monografijo Vektorska in tenzorska analiza. Posmrtno je izšla njegova (nedokončana) spominsko-esejistična knjiga Splošno in posebno (2004). 
Dvakrat je bil tudi predsednik Društva matematikov, fizikov in astronomov Slovenije.

## Nagrade in priznanja
Za svoja prizadevanja je prejel nagrado Zveze društev matematikov, fizikov in astronomov, red dela z zlatim vencem SFRJ in dvakrat Levstikovo nagrado, prvič leta 1951 za delo Kratkočasna matematika in drugič leta 1960 za deli Križem po matematiki in Elektronski aritmetični računalniki. V nasprotju z večino svojih kolegov s fakultete ni dobil nobenih univerzitetnih ali drugih stanovskih oziroma znanstvenih častnih naslovov ali priznanj.

## Izbrana dela

### Učbeniki in monografije
1. Vektorji, matrike, tenzorji, Ljubljana, MK, 1962. (COBISS)
2. Aritmetika, algebra in analiza – I.del, Ljubljana, DZS, 1963. (COBISS)
3. Aritmetika, algebra in analiza – II.del, Ljubljana, DZS, 1964.
4. Aritmetika, algebra in analiza – III.del, Ljubljana, DZS, 1964.
5. Aritmetika, algebra in analiza – IV.del, Ljubljana, DZS, 1964.
6. Operatorski račun in integralske transformacije, Ljubljana, Univerza v Ljubljani, 1965. (COBISS)
7. Vektorska in tenzorska analiza, Ljubljana, MK, 1966. (COBISS)
8. Linearna algebra in linearna analiza, Ljubljana, MK, 1969. (COBISS)
9. Funkcije več kompleksnih spremenljivk, Ljubljana, IMFM, 1971. (COBISS)
10. Dinamični sistemi, Ljubljana, Fakulteta za elektrotehniko,  1972. (COBISS)
11. Topološke grupe, Ljubljana, IMFM, 1974.
12. Navadne diferencialne enačbe in variacijski račun, Ljubljana, DZS, 1974. (COBISS)
13. Liejeve grupe, Ljubljana, DMFA, 1976. (COBISS)
14. Liejeve algebra, Ljubljana, DMFA, 1978.
15. Linearna algebra, Ljubljana, DMFA, 1978. (COBISS)
16. Matematika – prvo berilo, Ljubljana, DZS, 1981. (COBISS)
17. Matematika – drugo berilo, Ljubljana, DZS, 1981. (COBISS)
18. Matematika – tretje berilo, Ljubljana, DZS, 1983. (COBISS)
19. Matematika – četrto berilo, Ljubljana, DZS, 1985. (COBISS)
20. Linearna analiza na grupah, Ljubljana, DZS, 1982. (COBISS)
21. Navadne in parcialne diferencialne enačbe, Ljubljana, ZOTKS, 1985 (COBISS)
22. Temelji realne matematične analize, Ljubljana, DZS, 1990. (COBISS)
23. Linearna algebra in linearna analiza, Ljubljana, DZS, 1993. (COBISS)
24. Vektorska in tenzorska analiza - abeceda globalne analize, Ljubljana, DZS, 1996 (COBISS)
25. Parcialne diferencialne enačbe, Ljubljana, DMFA - založništvo, 2004 (COBISS)

### Poljudnoznanstvene knjige
1. Kratkočasna matematika, Ljubljana, MK, 1951. (COBISS)
2. Križem kražem po matematiki, Ljubljana, MK, 1960. (COBISS)
3. Elektronski aritmetični računalniki, Ljubljana, MK, 1960. (COBISS)
4. Nihalo, prostor in delci, Ljubljana, Slovenska matica, 1982. (COBISS)
5. Splošno in posebno : [(nakladanja in otepanja)], Ljubljana, Studia humanitatis, 2003 (COBISS)

### Domači izvirni in strokovni članki
1. Kvadratura kroga, (Obzornik mat, fiz. 2 (1952) 3, str. 97–107) (COBISS)
2. Enoliste konformne upodobitve, (Obzornik mat, fiz. 2 (1953) 5-6, str. 142–151) (COBISS)
3. Osnovni pojmi teorije mrež, (Obzornik mat, fiz. 5 (1956) 2, str. 49–57) (COBISS)
4. Peti Hilbertov problem, (Obzornik mat, fiz. 4 (1956) 3, str. 119–121) (COBISS)
5. Spektralna teorija linearnih operatorjev v Hilbertovem prostoru, (Obzornik mat, fiz. 4 (1956) 4, str. 149–160) (COBISS)
6. O vzgoji matematikov pri nas, (Obzornik mat, fiz. 8 (1961) 4, str. 186–189) (COBISS)
7. O zgodovini matematike, (Janovska, S. A., prevod, Obzornik mat, fiz. 8 (1961) 3, str. 97–103) (COBISS)
8. O ločni dolžini gladkih krivulj in o površini gladkih ploskev, (Obzornik mat, fiz. 9 (1962) 1, str. 19–35) (COBISS)
9. Sodilo deljivosti in njegova usoda, (Obzornik mat, fiz. 9 (1962) 3, str. 134–135) (COBISS)
10. Uporaba nekaterih izsledkov J. Plemlja v teoriji singularnih integralskih enačb in robnih nalog linearne konjugiranosti, (Vekua, N. P., prevod iz ruščine, Obzornik mat, fiz. 20 (1973) 5, str. 133–144) (COBISS)
11. Dinamično programiranje, (Obzornik mat, fiz. 21 (1974) 3–4, str. 86–93) (COBISS)
12. Topološka dinamika, (Obzornik mat, fiz. 23 (1976) 1-2, str. 48–72) (COBISS)
13. Raztegi in ulomki, (Obzornik mat, fiz. 23 (1976) 5-6, str. 159–161) (COBISS)
14. Preprosti zgledi iz topološke dinamike, (Obzornik mat, fiz. 24 (1977) 1, str. 1–9) (COBISS)
15. Geometrijska podoba odvoda, (Obzornik mat, fiz. 25 (1978) 1-2, str. 35–52) (COBISS)
16. Znanstveno delo Ivana Vidava, (Obzornik mat, fiz. 25 (1978) 2, str. 71–86) (COBISS)

### Tuji izvirni in strokovni članki
1. Die Verallgemeinerung des du Bois'Reymondschen Lemmas der Variationsrechnung, (Bulletin scientifique. Section A, Sciences naturelles, techniques et medicales 2 (1955) 2, str. 42) (COBISS)
2. Linear functionals on Banach space and the fundamental lemma of the calculus of variations, (Publications de l'Institut Mathématique 10 (1956), str. 59–70) (COBISS)
3. Sur le lemme fondamental du calcul des variations, (Mathematica, physica, chemica, 7 (1956) 2, str. 21–33) (COBISS)